# Patan (Inde)
Patan est une ville de l'État du Gujarat en Inde, chef-lieu administratif du district de Patan. Elle était au Moyen Âge la capitale du Gujarat.

## Géographie
Cette cité historique était sans doute arrosée dans l'Antiquité par le fleuve Sarasvati mentionné dans les Védas, depuis longtemps disparu. Patan est aujourd'hui reliée par le train à Ahmedabad : les deux gares sont distantes de 108 km. On peut aussi se rendre à Patan depuis Ahmedabad via Chansama ou Unjha par bus ou en taxi.

## Démographie
Au recensement fédéral de 2001, Patan comptait 112 038 habitants, dont 53 % d'hommes et 47 % de femmes ; 11 % de la population a moins de 6 ans. Le taux d'alphabétisation y est de 72 %, sensiblement plus que la moyenne du pays (59,5 %) ; les hommes sont alphabétisés à 78 %, les femmes à 65 %.

## Économie
Sur le plan économique, c'est une plaque tournante pour l'agriculture. Le sari patola, l'un des plus réputés de l'Inde, reconnaissable à ses motifs sophistiqués, est une spécialité de l'artisanat de Patan. Selon la complexité des motifs, il faut de 4 à 6 mois pour confectionner un sari patola de 5 ou 6 mètres de longueur.
La ville compte de nombreux établissements scolaires, et Patan est le siège de l’Université Hemchandracharya du Nord-Gujarat.
Avec près de 200 professionnels de santé, c'est également un centre de soins important pour le nord de l'État.

## Histoire

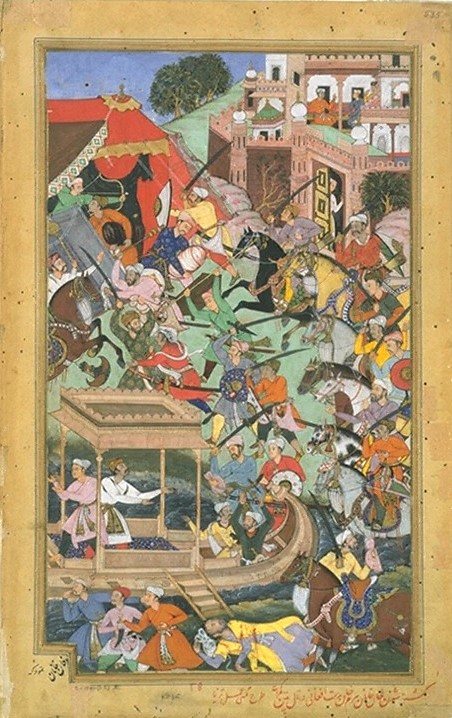
Assassinat du khan moghol Baïram à Patan (1561)

Anhilpur Patan, place-forte médiévale, fut fondée en 745 par Vanraj Chavda, le plus célèbre souverain du royaume Chavda. La ville porte le nom du berger Anhil, grand ami du monarque et premier ministre du royaume. Elle apparaît dans la littérature sanskrite sous différents noms : Anahilpatak, Anahipattan, Anahilpur, Anahilvad Pattan, Pattan etc.
Ces rajputs de la lignée des Tchaloukya combattirent de nombreux adversaires pour s'assurer la suprématie sur l’Inde septentrionale : les Paramâra de Mâlvâ, les Chauhans de Sakambhari et les Chandellas de Kalandjar et Mahoba. Au faîte de leur puissance, les frontières du Gujarat s'étendirent à l'ouest au-delà de la péninsule de Saurashtra et du Kutch, de Lata au sud, de la région de Mâlvâ à l'est et du Rajasthan méridional au nord. D'après l’historien T. Chandler, Anhilwara était vers l'an mil la dixième ville la plus peuplée au monde, avec environ 100 000 habitants.
Lorsqu'avec Muhammad Ghûrî les musulmans tentèrent au milieu des années 1180 de conquérir le Gujarat, les armées de Mularadjah II, roi-enfant de Patan, menées par la régente Naikidevi leur infligèrent à Kayadra (près du mont Âbû) une telle défaite que Patan demeura en paix pour plusieurs décennies. Finalement, en 1206, le général Qûtb ud-Dîn Aibak (qui devait devenir sultan de Delhi) mit la ville à sac avant qu'elle soit incendiée près d'un siècle plus tard par Alâ ud-Dîn Khaljî (1298).
L'actuelle ville de Patan prit naissance au milieu des ruines de la médiévale Anhilwara. De 1304 à 1411, Patan fut le siège du suba, gouverneur envoyé par le sultanat de Delhi, avant de venir à la fin du XIVe siècle, après la chute du sultanat de Delhi, capitale du sultanat du Gujarat. Les subas édifièrent de nouvelles fortifications, dont il subsiste de nombreux vestiges et même quelques portes. Du vieux fort de la période hindoue, il ne subsiste en revanche qu'un pan de muraille situé sur la route menant de Kalka au Rani-ki-Vav. En 1411, le sultan Ahmed Shah transféra la capitale à Ahmedabad.
Du milieu du XVIIIe siècle jusqu’à l’indépendance de l'Inde en 1947, Patan faisait partie de l’État marathe de Baroda ; alors Baroda fut rattachée à l'État de Bombay, qui en 1960 fut à son tour subdivisé en deux États, le Gujarat et le Maharashtra.

## Lieux et monuments

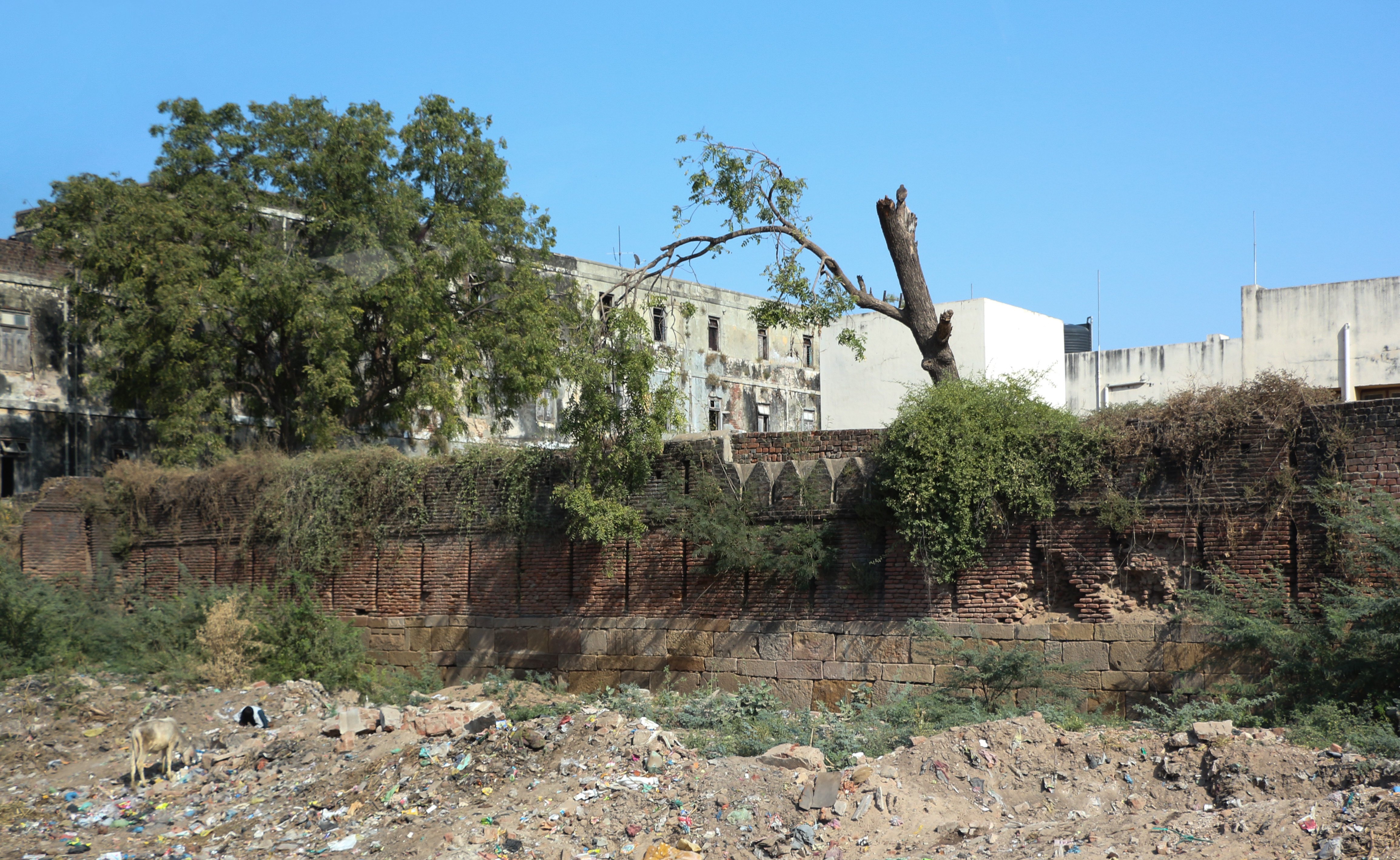
Anciens remparts de Patan

Vieille ville de marche, Patan s'enorgueillit de nombreux sites historiques : fortifications médiévales, puits à degrés (bâolis), sources consacrées (talavs), nombreux temples hindous et jaïns, ainsi que quelques mosquées et dargahs soufis.
Malgré l’importance historique et archéologique des vestiges des anciens remparts de Patan, notamment les plus anciens (période hindoue), près de Kalka aux confins de la nouvelle ville, les quartiers continuent de s'étendre au détriment de la préservation des sites. L’enceinte intérieure de Bhadra avec ses darwajas est encore intacte, mais le départ des administrations de Bhadra risque de remettre en cause ce fragile équilibre.
Les plans d'eau d'intérêt historique sont le Sahstraling Sarovar, l’Anand Sarovar (Khan Sarovar) et le Gungadi Sarovar, récemment restauré. On trouve également de nombreux sanctuaires de grand prestige, non seulement sur le plan religieux, mais aussi historique ou architectural : l'ancien Kalka Mandir, le Panchmukhi Hanuman, le Jasma Odan ni Deri, l'ancien Mahalaxmi Mandir, l’Hingaradj Mandir, le Panchasar Derasar et le no Rojo du cheikh Farid.
On peut aussi visiter les échoppes de Salvivad où sont confectionnés les saris patola, ainsi que des céramiques. Enfin la ville est réputée pour les festivités religieuses qui ponctuent l'année.

### Les puits à degrés (bâolis)
Les puits sculptés sont l'un des trésors architecturaux du Gujarat ; les plus connus sont le Rani-ki-Vav et le Trikam Barot ni Vav.

#### LeRani ki Vav
C'est sous la dynastie des Solanki (ou Chalukya) qu'on creusa le puits à degrés appelé Rani-ki-Vav (ou Ran ki Vav : « puits de la reine »), aux bas-reliefs somptueux. On suppose généralement qu'il fut construit par la reine Udayamati pour commémorer son fils Bhîmadeva Ier (1022 † 1063), car selon un poème de Merunga Suri intitulé Prabandha Chintamani (1304), l'édifice fut achevé par Udayamati et Karandeva Ier après la mort du roi Mularajah.
C'est l’un des plus grands et des plus fastueux puits sculptés de toute l'Inde. Il fut enterré sous les sédiments et hormis quelques rangées de panneaux sculptés du parement circulaire, la plus grande partie de l'ouvrage reste dérobée aux regards. Parmi les ruines, un pilier encore intact témoigne non seulement de l'élégance de son architecture, mais permet d'apprécier le raffinement de la période hindoue. Seule une partie de la façade occidentale subsiste ; de sa constitution, on peut voir que les murs étaient faits en briques et seulement recouverts de pierre taillée. Des poutres accolées, fixées aux murs, guidaient le mouvement du balancier du puits.
Une petite voûte ménagée sous la dernière marche des escaliers montre l'émissaire de l'ancien aqueduc souterrain, long de 30 kilomètres, qui reliait l’ouvrage à la ville voisine de Sidhpur. Désormais bouché par des chutes de voussoirs et la boue, il pouvait être utilisé par le roi pour fuir la ville au cours d'un siège.
La plupart des bas-reliefs sont dédiés au dieu Vishnou, représenté sous la forme de ses avatars (Krishna, Rāma, etc.), alors qu'ils reviennent vers le monde.
Il y a un demi-siècle, des plantes propres à l'Ayurveda poussaient dans les parages : la tradition locale attribue pour cette raison des vertus thérapeutiques particulières à l'eau du Rani ki Vav.

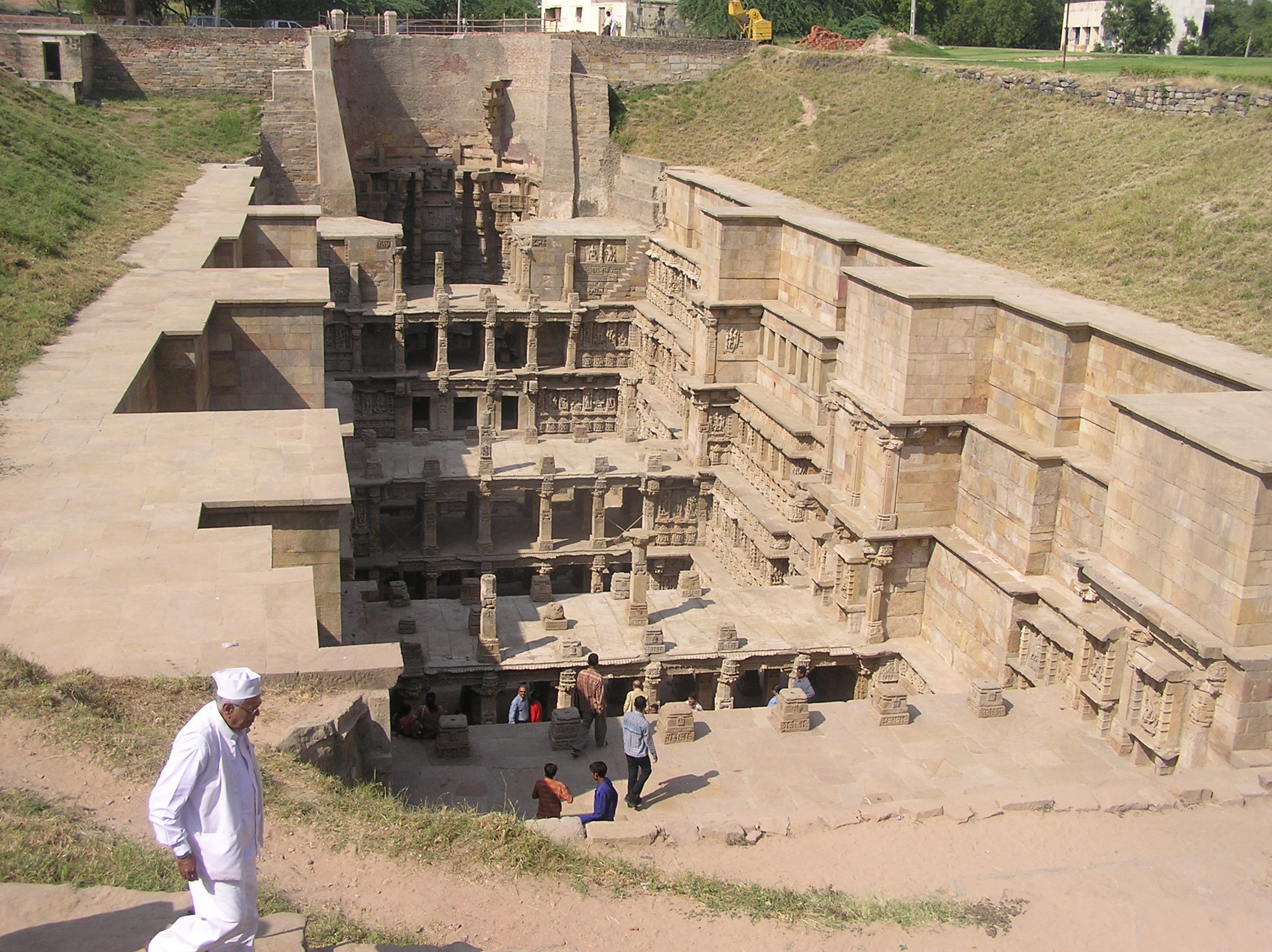
Extérieur du puits.
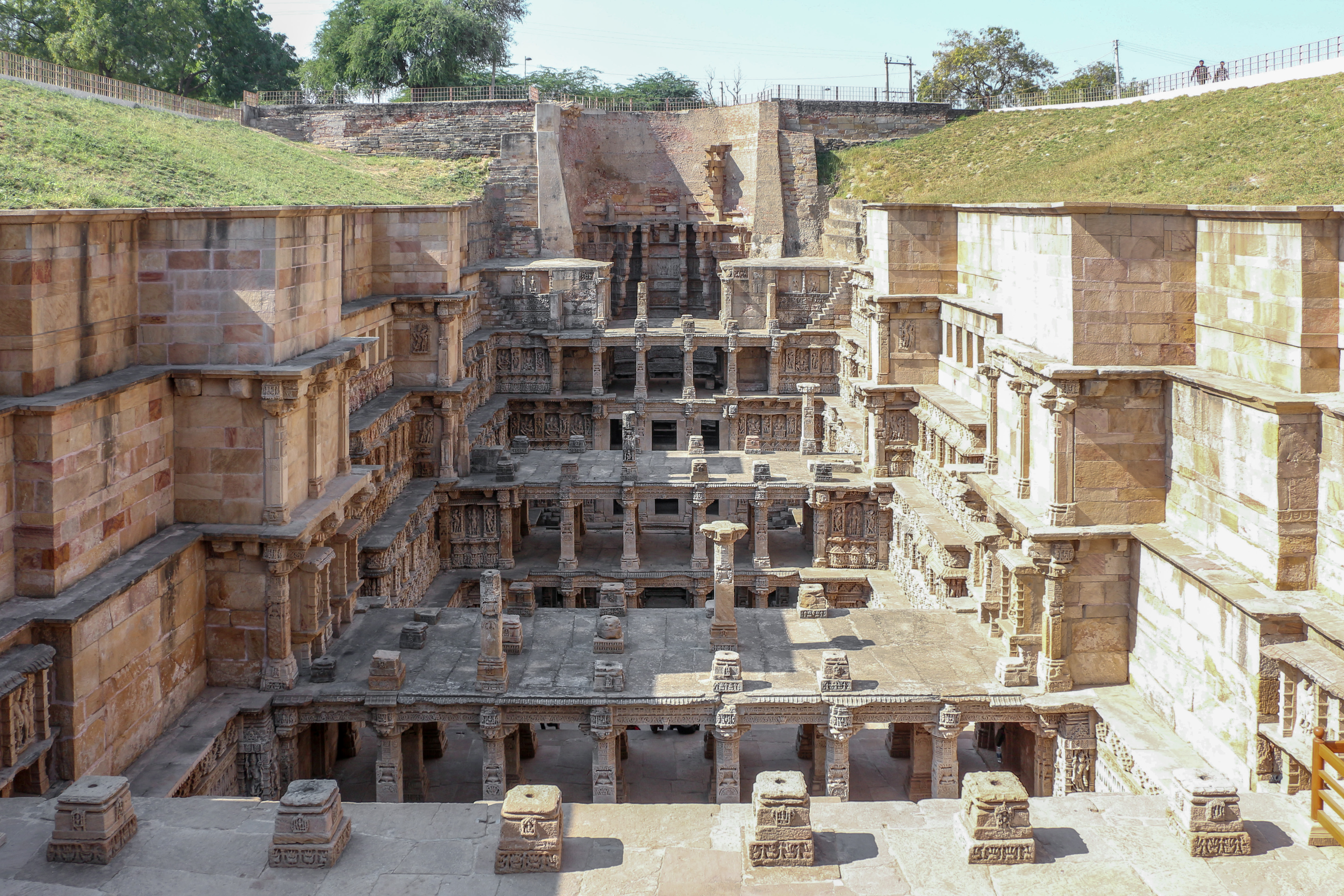
Intérieur du puits.
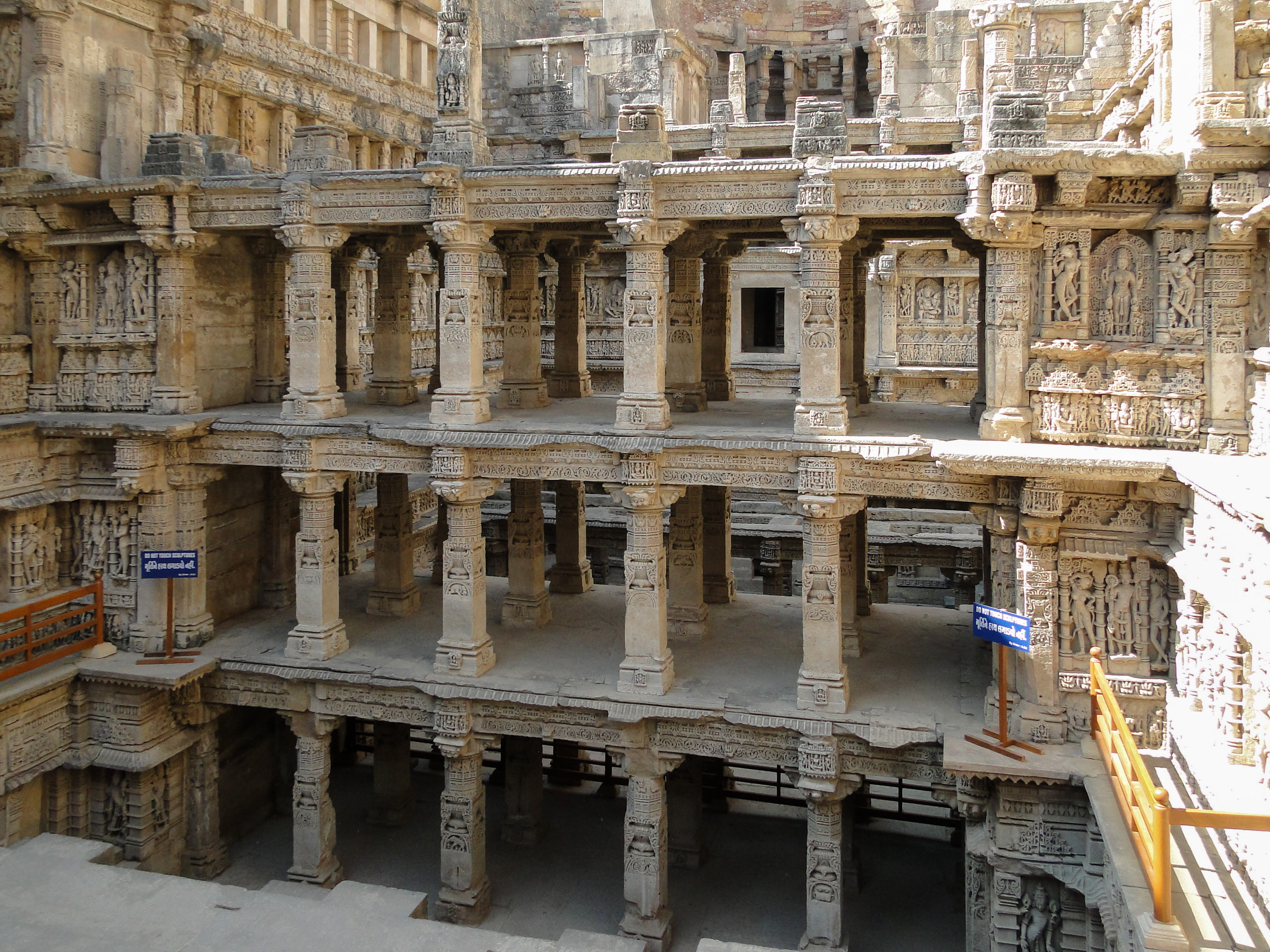
Deuxième étage du puits.
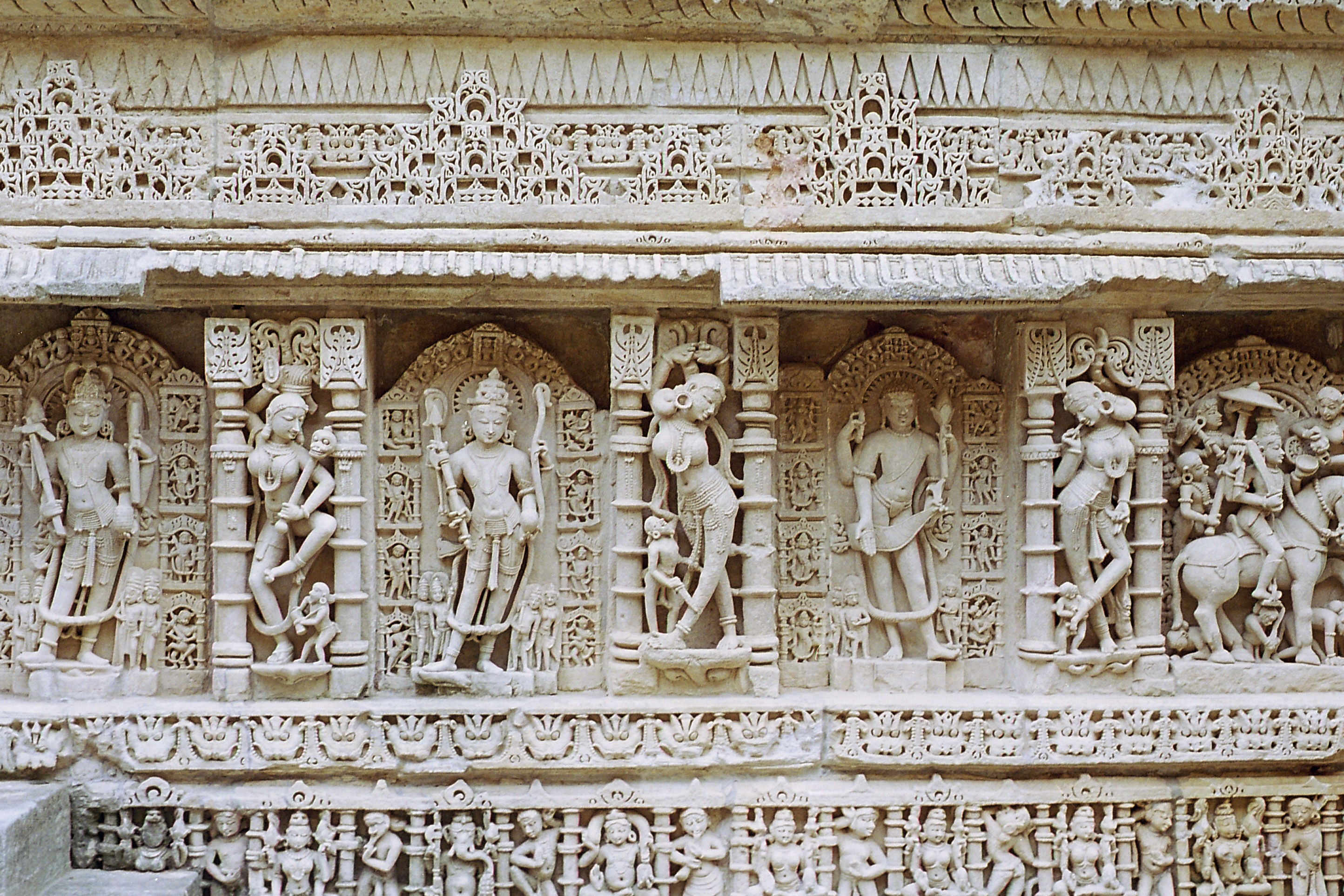
Sculptures à l'intérieur du puits.
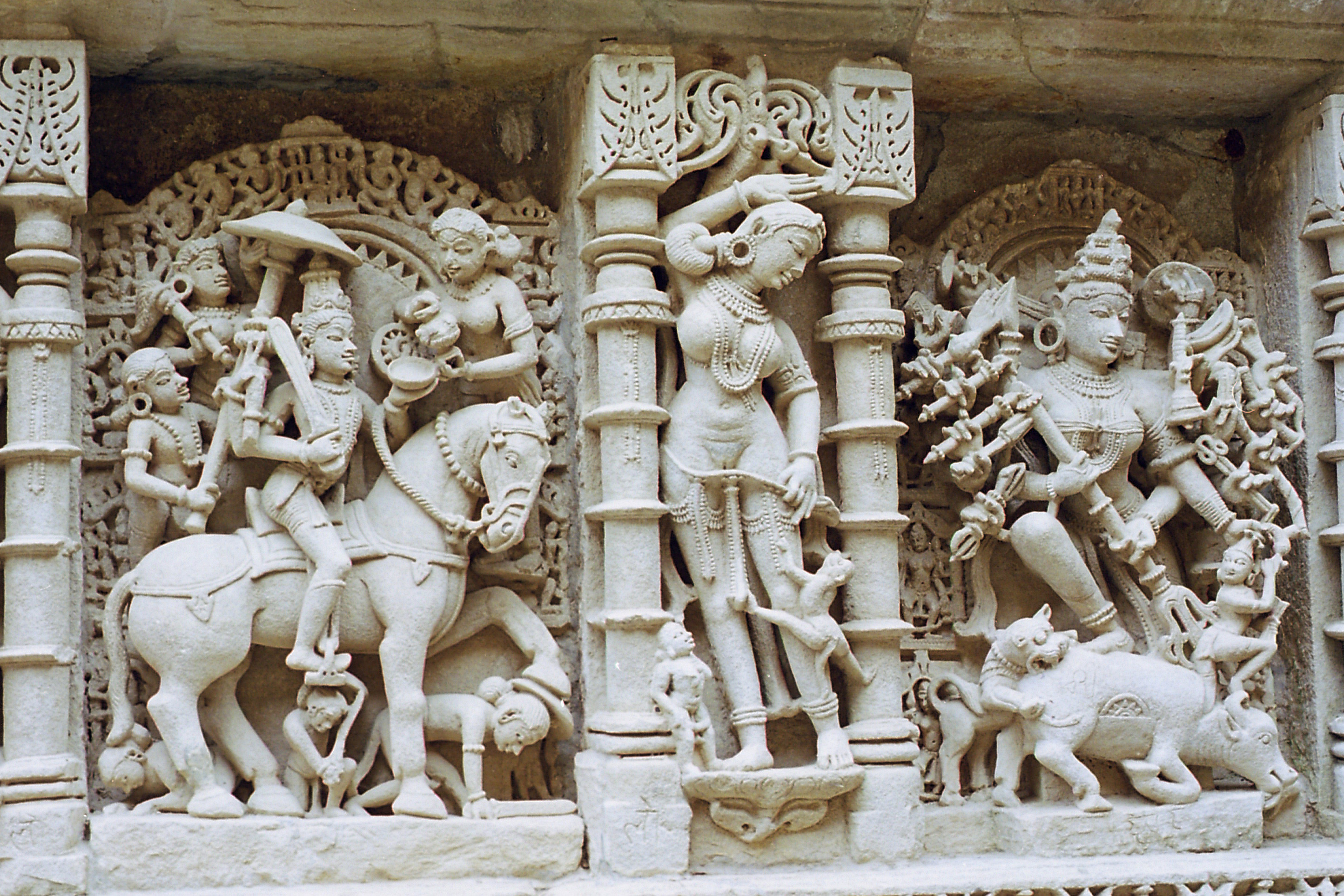
Sculptures à l'intérieur du puits.
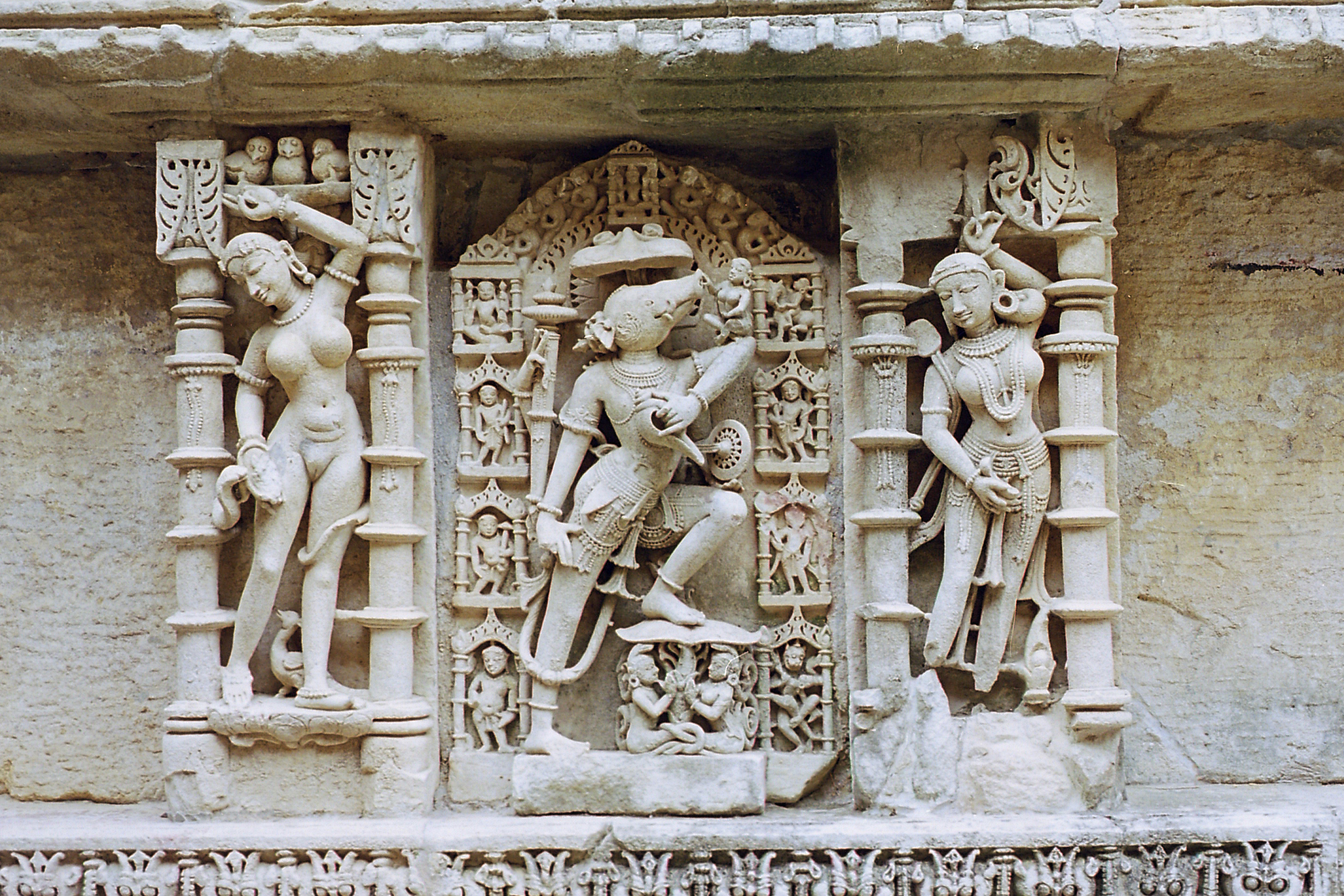
Sculpture de Vishnou.